# Castello di Casola
Il castello di Casola era un maniero medievale, i cui resti sorgono sulla vetta di una scoscesa altura protesa sulla val Baganza, nei pressi di Casola, frazione di Terenzo, in provincia di Parma.

## Storia
Il maniero fu edificato a difesa della val Baganza, sul lato opposto rispetto al castello di Ravarano, in epoca medievale; nel 1250 l'imperatore del Sacro Romano Impero Federico II di Svevia lo assegnò al suo condottiero Oberto II Pallavicino, che morì nel 1269 lasciando come unico erede il figlio Manfredino.
Nel 1312 il marchese di Pellegrino Pelavicino III Pallavicino, alleato di Giberto III da Correggio e dei guelfi parmigiani, conquistò il maniero di Ravarano, da cui Casola dipendeva; tre anni dopo, raggiunta la pace tra i Comuni di Parma e Borgo San Donnino, Manfredino tornò in possesso delle fortificazioni di Ravarano, Casola e Solignano.
Nel 1348 Donnino Pallavicino ereditò dal padre Manfredino, in seguito alla divisione col fratello Oberto, i feudi di Zibello, Ravarano, Casola, Monte Palerio, Sant'Ilario Baganza, Cella e Parola.
Nel 1360 il marchese Oberto Pallavicino ottenne conferma dell'investitura dall'imperatore del Sacro Romano Impero Carlo IV di Lussemburgo.
In seguito il castello cadde in declino e fu abbandonato, finché non se ne presero le tracce.
Alla fine del XX secolo, con la riapertura del sentiero della via Francigena furono riportati alla luce i ruderi del castello, posti ad alcune centinaia di metri dalla chiesa di Sant'Apollinare.